# Contea di Clark (Idaho)
La contea di Clark (in inglese Clark County) è una contea dello Stato dell'Idaho, negli Stati Uniti. La popolazione al censimento del 2000 era di 1 022 abitanti. Il capoluogo di contea è Dubois.

## Geografia
La contea si trova nel centro-est dello Stato, al confine con il Montana. Al 2020, era la contea meno popolata dello Stato. La zona settentrionale, al confine con il Montana, è attraversata dai monti Bitterrot e qui passa lo spartiacque continentale delle Americhe. Il fiume principale è il Camas Creek. Tra le aree protette, nella contea si trova parte della Foresta nazionale di Caribou-Targhee.
- Contea di Beaverhead (Montana) - nord
- Contea di Fremont - est
- Contea di Jefferson - sud
- Contea di Butte - sud-ovest
- Contea di Lemhi - ovest

## Storia
La contea fu creata nel 1919 e fu chiamata così in onore del senatore Sam K. Clark.

## Comuni
Nella contea di trovano due comunità incorporate: Spencer (hamlet) e Dubois, city e capoluogo.